# Araneus cuiaba
Araneus cuiaba Levi, 1991 è un ragno appartenente alla famiglia Araneidae.

## Distribuzione
L'olotipo maschile è stato rinvenuto in una località del Brasile centrale: nei pressi di Cuiabá, nello stato del Mato Grosso.
Altri esemplari sono stati reperiti in Argentina.

## Tassonomia
Non sono stati esaminati esemplari di questa specie dal 1991
Attualmente, a dicembre 2013, non sono note sottospecie